# Afua (Vorname)
Afua bzw. Efua ist ein weiblicher Vorname.

## Herkunft und Bedeutung
Der westafrikanische Vorname Afua bedeutet in der Sprache der Akan geboren am Freitag. Varianten sind Efua und Afia.
Efua existiert auch im Südwesten Nigerias als weiblicher Vorname und entstammt der Sprache Esan. Efua bedeutet dort Licht oder Sonnenschein.

## Bekannte Namensträgerinnen

### Afua
- Afua Hirsch (* 1981), britische Journalistin
- Gloria Afua Akuffo (* 1954), ghanaische Juristin und Politikerin
- Esther Afua Ocloo (1919–2002), ghanaische Unternehmerin, Ernährungswissenschaftlerin und Pionierin des Mikrokredits

### Efua
- Efua Dorkenoo (1949–2014), ghanaische Frauenrechtlerin und Aktivistin gegen die Genitalverstümmelung von Mädchen und Frauen
- Efua Theodora Sutherland (1924–1996), eine aus Ghana stammende auf Englisch schreibende Schriftstellerin
- Efua Traoré (* 1976), nigerianisch-deutsche Schriftstellerin